# Trama dell'Iliade

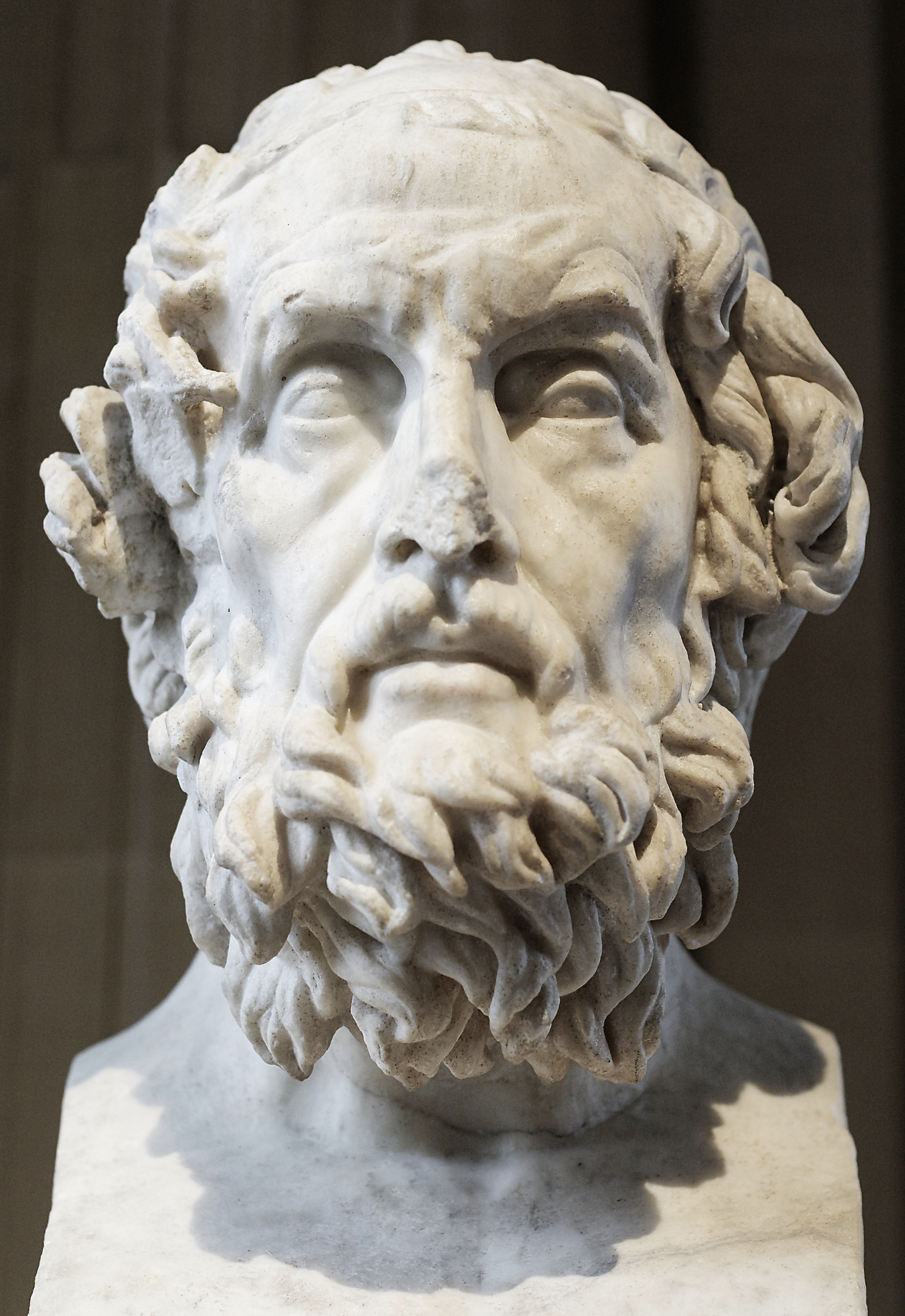
Ritratto immaginario di Omero, copia romana del II secolo d.C. di un'opera greca del II secolo a.C. Conservato al Museo del Louvre di Parigi.

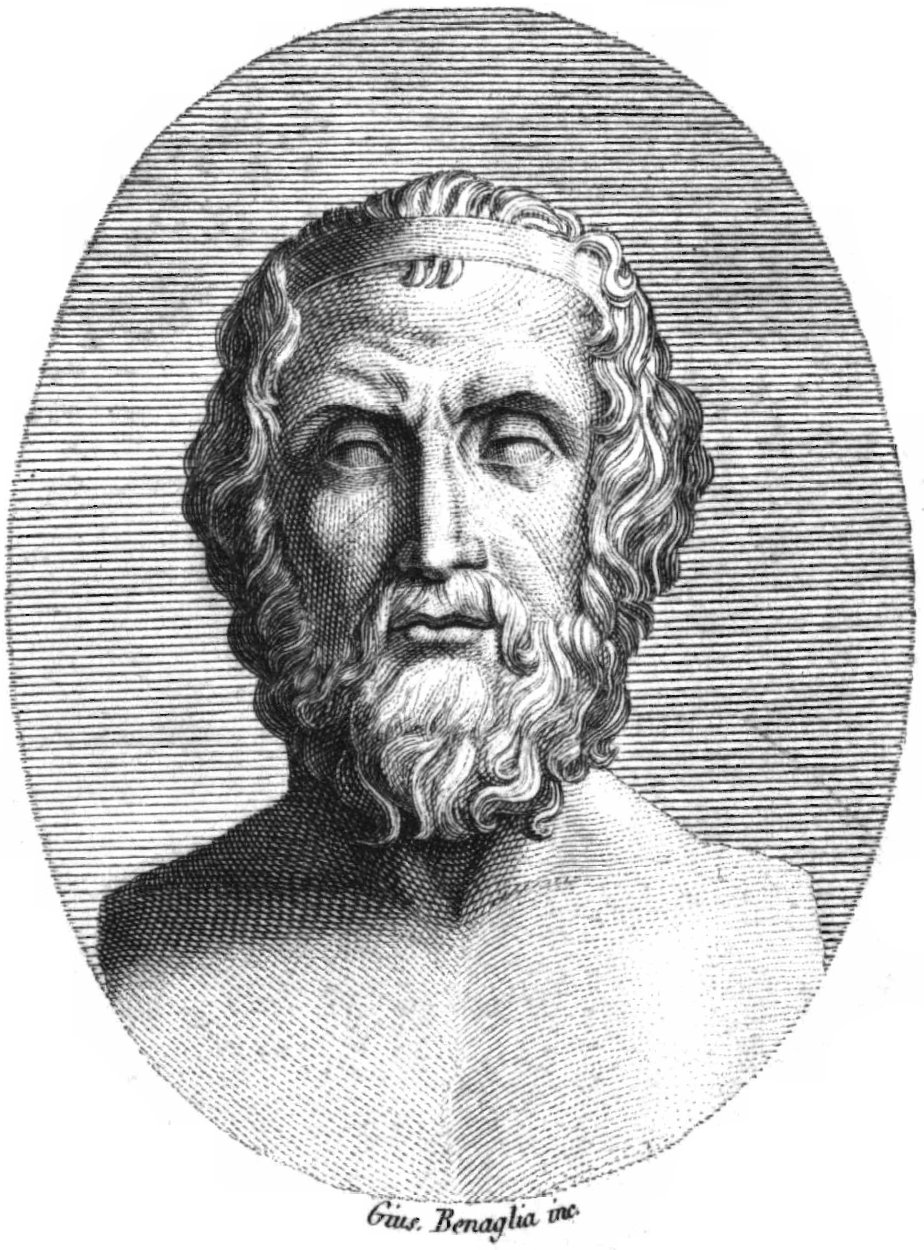
Ritratto di Omero, copia romana del II secolo d.C.

In questa pagina è riportata la trama dell'Iliade.

## Libro primo
(Proemio dell'Iliade nella traduzione di Vincenzo Monti)
Durante il decimo anno della guerra di Troia Crise, sacerdote del dio Apollo, si reca da Agamennone per farsi riconsegnare la figlia Criseide, che il potente re acheo teneva con sé come schiava. Il sovrano greco lo maltratta e ingiuriandolo rifiuta la sua offerta, ordinandogli poi di andarsene e di non farsi mai più vedere presso il suo campo e le sue navi. Disperato, il sacerdote scongiura Apollo di punire gli Achei a causa del grave affronto che ha subito dall'arrogante Agamennone. Il dio, infuriatosi, discende in fretta dall'Olimpo e comincia a colpire gli uomini presso le navi achee con l'infallibile mira del suo arco d'argento e dei suoi dardi avvelenati, gettando una pestilenza su tutto l'accampamento dei Danai e provocando così una moria di eroi. Dopo dieci giorni, Achille indice un'assemblea di tutti gli Achei per discutere dell'emergenza ed esorta l'indovino Calcante a rivelare quali siano le cause della pestilenza. L'indovino spiega allora che il motivo per il quale la peste è scoppiata va ricercato nell'ira di Apollo, dovuta al maltrattamento subito dal suo sacerdote da parte di Agamennone. Quest'ultimo, sentendosi accusato, inveisce contro Calcante, accusandolo di vaticinare solo cose funeste. Achille interviene e, dopo un breve scambio di parole tra i due, nasce subito un attrito e comincia un vero e proprio litigio. Alla fine, dopo molti insulti e ingiuriose parole, l'Atride Agamennone acconsente a lasciare andare Criseide, ma per non restare senza una donna come dono e per non essere quindi privato del riconoscimento del suo eroismo, dato che l'ancella era il premio ottenuto dopo la conquista di una città, decide di prendere quella del Pelide Achille, Briseide. Achille, offeso nel suo orgoglio, sta per estrarre la spada e uccidere Agamennone, quando Atena, inviata da Era, che ha a cuore tutti e due gli eroi, lo afferra per i capelli, dicendogli che un giorno molto vicino per fare ammenda a quella grave offesa gli avrebbero offerto doni tre volte superiori al maltolto. Achille, seppur a malincuore, ascolta la dea e, rinfoderata la spada, offende pesantemente Agamennone, annunciando anche che non avrebbe combattuto più al suo fianco finché non gli avesse riparato quel torto. Allora si sarebbe presto pentito, quando Ettore avrebbe fatto strage di Achei e lui sarebbe stato costretto ad assistervi, debole e impotente, lacerato nel cuore dal dolore. Dopo un intervento di Nestore, che cerca inutilmente di far riappacificare i due, la seduta è sciolta e Agamennone dà ordine che Odisseo, alla guida di un'ambasceria, riporti Criseide dal padre, mentre ordina a due dei suoi araldi di prelevare Briseide dalla tenda del Pelide e di portarla nella sua. I due, seppur a malincuore, obbediscono e Achille, vedendo che la sua donna viene condotta via a forza, scoppia a piangere e invoca la madre Teti, che accorre dalle profondità degli abissi del mare dove dimora per consolare il figlio, che le fa un breve sunto della vicenda, chiedendole poi di rivolgersi a Zeus perché questi metta in risalto il suo valore. La madre si duole delle pene del figlio e gli promette che quando gli dèi fossero tornati all'Olimpo (in quel momento erano andati per pranzo tra gli Etiopi verso l'Oceano), sarebbe andata direttamente da Zeus per esaudire la sua preghiera. Intanto parte la spedizione di Odisseo presso Ilio, volta a riportare a Crise sua figlia. Dopo molti sacrifici per deliziare e placare il dio Apollo, banchetteranno fino a sera con le carni dei sacrifici e Crise, rasserenato nell'animo dal ritorno della figlia, promette che pregherà il dio di arrestare la strage dei Danai. Nel frattempo, dopo dodici giorni, gli dèi tornano finalmente all'Olimpo e Teti, memore della promessa fatta al figlio, sale fino al signore dei numi e dei mortali e, cingendogli le ginocchia, lo prega di dare la vittoria ai Troiani fino a quando gli Achei non avessero fatto ammenda al torto subito da suo figlio e non gli avessero reso il giusto onore. Il dio della folgore, seppur a malincuore, acconsente, ma sua moglie Era, che ha cara la sorte degli Achei, ha visto tutto e chiede irata al marito quali piani abbia mai ordito con Teti alle sue spalle. Il dio, tuttavia, la mette a tacere con brusche parole. Il banchetto pare prendere una piega infelice, ma interviene Efesto, che riporta la pace fra gli dèi, provocando l'ilarità di tutti per via della sua andatura zoppicante.

## Libro secondo
Per esaudire la preghiera di Teti, Zeus invia ad Agamennone un sogno ingannatore, che lo induce ad attaccare i Troiani, cosicché, nel colmo della battaglia, i Greci avvertano la mancanza di Achille e rimpiangano di averlo offeso. Convocata l'assemblea dei capi, l'Atride narra il sogno ed espone i suoi propositi, rivelando inoltre l'intenzione di annunciare all'esercito, prima del combattimento, di volersi ritirare, per saggiarne lo spirito.
A questa notizia tutti gli Achei esultano e sarebbero già pronti a tornare alle proprie case, se non fosse intervenuta Era che spinge Atena a trattenerli. La dea si rivolge a Odisseo che, riluttante a rinunciare alla guerra, accoglie il suo invito, cercando di persuadere i Greci a non interrompere l'assedio. Viene dunque nuovamente convocata l'assemblea, nella quale solo Tersite, storpio e di animo spregevole, contesta la decisione di continuare la guerra, ma Odisseo lo percuote con lo scettro, costringendolo a tacere. In seguito Odisseo e Nestore esortano gli Achei a prepararsi alla battaglia, ricordando i felici presagi che avevano accompagnato l'inizio della spedizione. Nestore, dopo i sacrifici rituali, invita Agamennone a schierare l'esercito.
Iris, messaggera divina, si reca, sotto le spoglie di Polite, all'assemblea dei Troiani per informare Ettore dei preparativi nemici ed esortarlo al contrattacco.
Il libro si chiude con un lungo e preciso elenco dei combattenti greci, della loro provenienza e dei loro comandanti (Catalogo delle navi), quindi delle forze troiane e dei loro alleati (Catalogo Troiano).

## Libro terzo
Durante uno scontro tra Troiani e Achei, Paride si fa avanti tra la folla per combattere Menelao. Il principe di Troia indossa una pelle di pantera ed è armato di arco. Ma alla vista di Menelao, Paride fugge pauroso. Ettore lo vede e lo rimprovera con dure parole. Paride, prendendo coscienza della propria viltà, propone di porvi rimedio con un duello in cui lui e Menelao si sarebbero sfidati per il possesso di Elena (che era stata rapita da Paride sotto l’incantesimo di Afrodite) e delle sue ricchezze e da cui sarebbe dipeso l'esito della guerra. Ettore ne è entusiasta e, dopo aver preso accordi con gli Achei e dopo aver fatto molti sacrifici, i due contendenti si ritrovano a duellare. Nel frattempo, dall'alto delle Porte Scee, Elena indica a Priamo alcuni tra i comandanti dei greci (la cosiddetta teichoskopía). Nello svolgimento del duello, intanto, sembra quasi che sia Menelao ad avere la meglio, ma proprio quando sta per uccidere il suo avversario, dall'Olimpo discende Afrodite che salva Paride nascondendolo in un'improvvisa nebbia e portandolo in salvo a Troia, dove riceverà anche il biasimo di Elena. Nel frattempo Menelao è furente, ma si arrabbia invano: alla fine Agamennone lo proclama vincitore del duello e afferma a gran voce che la guerra deve finire.

## Libro quarto
Gli dei sono radunati attorno a Zeus che vorrebbe salvare Troia, ma Era si oppone e vuole che i Troiani rompano i patti: Era allora invia Atena tra i Teucri; ella, dopo aver preso le sembianze di Laòdokos (figlio di Antenore) invita Pandaro a scagliare una freccia contro Menelao. Il dardo ferisce il re acheo, che viene curato dal chirurgo Macaone con i rimedi che ha appreso da Chirone, cosicché la battaglia si rianima. Segue l'epipòlesis di Agamennone che passa in rassegna i soldati, incoraggiandoli e biasimandoli a seconda dei casi. Cadono le prime vittime, soprattutto tra i troiani e i loro alleati; il gigantesco Echepolo, il valoroso giovinetto Simoesio e il capo tracio Piroo.

## Libro quinto
Prosegue l'avanzata degli Achei, che fanno ora strage di nemici in fuga, tra cui Odio, capo degli Alizoni, Fereclo, l'architetto che aveva costruito la nave con cui Paride si era recato a Sparta per rapire Elena, e il giovane sacerdote Ipsenore. Pandaro, principe di Zelea, ferisce Diomede con una freccia, ma questi, aiutato da Atena, riesce ad ammazzare l'alleato dei troiani; sta per uccidere anche Enea, che proteggeva il cadavere di Pandaro, quando interviene Afrodite che salva il figlio e viene a sua volta ferita al polso da Diomede, facendo così cadere Enea. Ares corre in aiuto di Afrodite che fugge col suo carro sull'Olimpo. Il corpo di Enea è protetto da Apollo: il dio crea un simulacro dell'eroe troiano per distogliere gli Achei che lentamente verranno respinti dall'intervento di Ares. Intanto i Troiani, guidati da Ares, stanno avendo la meglio; Ettore addirittura si scaglia sui nemici e compie una strage inarrestabile, finché Diomede, sempre con l'aiuto di Atena, si scontra con Ares e lo ferisce al ventre: lo stesso Dio esce dalla battaglia e così fanno anche Era e Atena schierate nell'opposto esercito. Ares sull'Olimpo verrà curato dal medico degli dei, Peone (lo stesso dio a cui vengono intonati i peana e che in seguito sarà identificato con Apollo).

## Libro sesto
Le sorti della battaglia volgono ora decisamente a favore dei Greci, pertanto l'indovino Eleno consiglia ad Ettore, suo fratello, di tornare in città per invitare la madre Ecuba e le matrone ad offrire i loro pepli ad Atena per placare l'ira della glaucopide. Intanto si scontrano in battaglia Glauco e Diomede, ma venuti a conoscenza delle rispettive stirpi e del rapporto di ospitalità che lega i loro antenati, evitano di combattere l'uno contro l'altro e si scambiano doni. Nel racconto di Glauco sulla sua stirpe, rientra la digressione su Bellerofonte e la Chimera. Ettore si reca prima dalla madre Ecuba, che raccoglie le anziane al tempio e insieme invocano Atena, ma questa non risponde. L'eroe si reca allora da Paride e lo rimprovera duramente per la sua assenza dalla battaglia. Il fratello, che sta lucidando le armi, gli comunica di essere sul punto di tornare in campo. Dopo aver rifiutato l'invito della cognata Elena a trattenersi più a lungo, Ettore si reca dalla moglie Andromaca. Non trovandola in casa, viene a sapere dalle ancelle che la donna è andata assieme al piccolo Astianatte, portato da una nutrice, alle porte Scee, ansiosa per la sorte del marito. Segue un dialogo straziante fra marito e moglie, in cui si parla del triste passato di Andromaca (rimasta senza famiglia a causa di Achille) e del suo destino come schiava, qualora il marito morisse. Ella lo invita a spostare le truppe sulla collina del caprifico, luogo in cui si trovavano le mura troiane più deboli, per non mettere a repentaglio la sua vita e il destino dei suoi cari, ma Ettore, pur consapevole del destino che li attende, non vuole apparire vile agli occhi dei concittadini e, dopo aver abbracciato il bambino, si congeda da lei.

## Libro settimo
Per volere di Apollo e di Atena, Ettore sfida a duello uno degli Achei. Raccoglie la sfida Menelao, ma Agamennone lo trattiene perché soccomberebbe contro Ettore. Nestore rimprovera gli Achei che non vogliono battersi con Ettore e racconta loro un episodio della sua giovinezza. Allora si fanno avanti nove volontari (i due Aiaci, Agamennone, Ulisse, Diomede, Idomeneo, Merione, Euripilo e Toante). Viene estratto a sorte il nome di Aiace Telamonio: lo scontro si protrae senza vincitori fino al calare delle tenebre, quando viene sospeso. Nestore consiglia gli Achei di approfittare della notte per seppellire i cadaveri e costruire una palizzata. Si radunano anche i Troiani e Antenore propone di restituire Elena e le sue ricchezze agli Achei: Paride s'infuria e manda Idao a riferire agli Achei che restituirà i beni di Elena, aggiungendone di suoi. Gli Achei rifiutano, acconsentendo tuttavia ad una tregua per recuperare i cadaveri. Durante il giorno di tregua i Greci costruiscono un muro a difesa delle navi con un'abilità tale da far invidia agli dei.

## Libro ottavo
Zeus vieta agli altri dei di intervenire nella battaglia ed accorda il proprio favore ai Troiani, dopo averne soppesate le sorti. Ettore fa strage di Greci e sta per avventarsi su Nestore in difficoltà, ma in difesa di quest'ultimo interviene Diomede: egli vorrebbe sfidare Ettore, ma tre fulmini scagliati da Zeus per impedirgli di girarsi al fine di attaccarlo, lo fanno desistere ed egli si ritira e torna alle navi. La guerra riprende vigore grazie a Era che ispira ad Agamennone l'impulso di spronare gli Achei. Tra di essi emerge con eroismo Teucro che, nell'intento di uccidere Ettore, fa strage di molti Troiani. Ma quest'ultimo, con forza, riesce a ferirlo e Teucro viene trasportato fuori dal campo di battaglia. I Troiani costringono i Greci a ripararsi all'interno delle mura costruite a difesa delle navi. Era ed Atena, infrangendo il divieto di Zeus, tentano di intervenire in aiuto degli Achei, ma Zeus, accortosene, invia Iride a fermarle e le rimprovera aspramente. Cala la notte e i Troiani si accampano davanti alle mura greche.

## Libro nono
I Troiani sono speranzosi ed i Greci angosciati. Nel campo acheo i comandanti si riuniscono. Agamennone propone di tornare in patria (ritenendo l'assedio di Troia un'impresa vana), ma Diomede si oppone con fermezza e Nestore propone di richiamare Achille. Agamennone decide di provare a convincere Achille a tornare a combattere e invia un gruppo di delegati (Ulisse, il vecchio tutore di Achille Fenice e Aiace Telamonio) con Briseide e altri doni. Il Pelide accoglie benevolmente l'ambasceria nella sua tenda, ma rifiuta sdegnosamente l'offerta di Agamennone e aggiunge che il giorno seguente farà ritorno a Ftia. In assemblea Diomede dice che il giorno successivo affronteranno i Troiani anche senza Achille.

## Libro decimo
Agamennone non riesce a prendere sonno pensando alla sorte del suo esercito: convoca dunque i capi greci e, su consiglio di Nestore, invia Diomede a spiare il campo nemico. Diomede sceglie Ulisse come compagno nell'impresa. Intanto nel campo troiano Dolone si offre di compiere la stessa sortita: avviatosi dunque verso le navi greche viene sopraffatto dai due nemici che lo interrogano sulla sua missione: egli, sperando di aver salva la vita, tradisce i compagni indicando le tende degli alleati Traci, ma Diomede lo uccide per punirlo della delazione, mozzandogli il capo con la spada. I due greci, grazie alle informazioni ottenute, fanno strage tra i Traci addormentati, uccidendo anche il loro giovane re Reso, e riescono a fuggire senza essere visti.

## Libro undicesimo
La battaglia è incerta. Agamennone si batte furiosamente, uccidendo un gran numero di nemici, tra cui due Priamidi, Iso e Antifo e i due figli del bieco consigliere troiano Antimaco, ma viene infine ferito da una freccia. Ettore allora incita i suoi a combattere, si lancia contro i nemici uccidendone molti. Infine viene affrontato da Diomede che riesce solo a stordirlo e viene a sua volta ferito da Paride. Poco dopo la stessa sorte capita anche ad Ulisse. Zeus infonde il terrore di Ettore nell'animo di Aiace che indietreggia. Intanto Nestore conduce Macaone ferito alla sua tenda e Achille, desideroso di notizie, manda Patroclo alla tenda di Nestore. Quest'ultimo descrive il disastro dei Greci e invita Patroclo, se proprio Achille non vuol combattere, a scendere lui stesso in battaglia con le armi di Achille.

## Libro dodicesimo
La battaglia si è spinta sotto il muro acheo. I Greci, in particolare i due Aiaci, resistono e respingono più volte gli attacchi di Sarpedonte. Intanto Zeus manda un segno di dubbia interpretazione: un'aquila vola con un serpente tra gli artigli, ma questo le si ritorce contro e la morde: Polidamante lo interpreta come presagio funesto, ma Ettore decide di continuare l'assedio e, preso un macigno, lo scaglia contro la porta del muro greco e l'abbatte. I Troiani entrano nel campo acheo.

## Libro tredicesimo
Approfittando di un attimo di distrazione di Zeus, Poseidone scende ad aiutare i Greci: infonde nuova forza ad Aiace e incoraggia Idomeneo. Quest'ultimo, insieme a Merione, assale l'ala destra troiana e miete molte vittime, tra cui Asio, il giovane signore di Arisbe. Ettore, avvisato di ciò da Polidamante, si distacca dal centro della schiera, dove stava fronteggiando gli Aiaci, e soccorre l'esercito in difficoltà. Quindi torna nuovamente al centro per un corpo a corpo con Aiace Telamonio.

## Libro quattordicesimo
Nestore, vedendo l'esercito acheo in grave difficoltà, si reca da Agamennone e trova i maggiori tra i capi feriti e indecisi sul da farsi: Agamennone propone nuovamente la fuga, ma Ulisse si ribella. Decidono perciò, impossibilitati a scendere in battaglia, di incoraggiare i compagni con la voce. Intanto Era architetta un inganno contro Zeus: convince il Sonno a calare sul dio, in modo che Poseidone abbia campo libero nell'aiutare i Greci. Ciò avviene ed Aiace Telamonio riesce a colpire Ettore con un macigno, facendolo cadere a terra privo di sensi. I compagni lo traggono fuori dal combattimento salvandolo.

## Libro quindicesimo
Al risveglio, Zeus si accorge dell'inganno in cui è caduto e minaccia una punizione terribile a Era la quale, terrorizzata, risale all'Olimpo. Zeus intanto manda la dea messaggera Iris ad intimare a Poseidone di abbandonare la battaglia se non vuole scontrarsi col più potente fratello. Poseidone a malincuore è costretto a ritirarsi. Apollo, incaricato da Zeus di rianimare i Troiani, dà nuovo vigore ad Ettore. Sotto la sua spinta i Teucri travolgono i Greci ed arrivano fino alle navi, decisi ad incendiarle: l'ultima difesa è fornita da Aiace Telamonio che, armato di una trave, tenta di respingere i nemici.

## Libro sedicesimo
Achille accoglie l'idea di Patroclo di fargli vestire le sue armi per guidare i Mirmidoni contro i Troiani, insieme a tutti gli altri Achei, ma gli dice di non sbilanciarsi troppo e di limitarsi a incutere timore nel nemico, facendo finta di essere Achille. Il Pelide prega Zeus di far riuscire la missione di Patroclo e di farlo tornare offrendo vino in un rito. Il re degli dei decide di accettare la prima richiesta ma di negare la seconda. Infatti Patroclo fa strage di nemici, uccidendo tra gli altri Sarpedonte, il re dei Lici figlio di Zeus, fino a che non è slealmente colpito da Apollo che lo stordisce e lascia che siano prima Euforbo con un colpo non mortale e poi Ettore col colpo di grazia, a finirlo.
Prima di morire, Patroclo profetizza ad Ettore la sua imminente morte per mano di Achille che tornerà a combattere.

## Libro diciassettesimo
Si accende la contesa per impadronirsi del corpo di Patroclo. Menelao si pone subito a difesa delle spoglie del compagno e uccide Euforbo, ma è costretto ad invocare aiuto quando vede Ettore che gli si fa contro. Accorrono gli Aiaci, Merione e Idomeneo. Nel tumulto che segue, Ettore tenta anche, senza successo, di impossessarsi di Balio e Xanto, i divini cavalli di Achille. Menelao si reca da Antiloco, lo informa della morte di Patroclo e lo manda ad avvisare Achille; poi torna nel cuore del combattimento, uccidendo Pode, il giovane cognato di Ettore; insieme a Merione e difeso dagli Aiaci, che sostengono i continui assalti troiani, riesce a trasportare il corpo di Patroclo all'interno del campo acheo.

## Libro diciottesimo
Achille, non sapendo della morte di Patroclo, si aggira inquieto davanti alla tenda quando giunge Antiloco che lo informa sui fatti: Patroclo giace sul campo e si combatte per il suo cadavere. La disperazione di Achille giunge alle orecchie di Teti che corre a rincuorare il figlio: vedendo che egli è irremovibile nel suo intento di vendetta, a costo di pagarlo con la morte, annunciata dalla profezia, si reca da Efesto per farsi forgiare armi divine. Iride esorta Achille a farsi vedere sulle mura greche per spaventare i Troiani e agevolare il trasporto della salma di Patroclo da parte dei compagni. Teti è frattanto giunta alla dimora di Efesto: il dio si mette subito al lavoro e forgia armi bellissime, tra le quali uno scudo d'oro intarsiato con figure rappresentanti le varie attività umane.

## Libro diciannovesimo
Il desiderio di vendetta di Achille è più forte della sua ira verso Agamennone, tanto che egli mette da parte il suo orgoglio e si riconcilia col capo degli Achei. I Greci si preparano alla battaglia e riacquistano le forze con un banchetto, ma Achille non riesce a mangiare e rimane a piangere sulla salma dell'amico. Atena, impietosita, stilla nel suo cuore nettare e ambrosia per dargli forza. Ormai la battaglia è prossima: Achille, terribile nelle sue nuove armi, sprona i cavalli Balio e Xanto: quest'ultimo, ispirato da Era, gli rammenta il fato che sta per compiersi. Achille sgrida il cavallo: egli è cosciente del suo destino, ma ciò non lo distoglierà dal vendicarsi su Ettore.

## Libro ventesimo
I Troiani e gli Achei si preparano a una nuova giornata di guerra, mentre Zeus acconsente che gli dei si sfidino tra di loro: così Apollo, Artemide, Afrodite, Ares e Leto scendono dall'Olimpo per schierarsi al lato di Troia, mentre Hermes, Atena, Poseidone, Era ed Efesto si schierano al fianco dei Danai. Achille si batte con Enea, ma nessuno dei due morirà, perché da Enea è destinato a far nascere la stirpe di Dardano, che un giorno assumerà il controllo dei Troiani scampati al massacro di Troia. Nel momento in cui Enea sta per essere ucciso da Achille, interviene Poseidone a salvarlo, pur essendo divinità ostile ai troiani. Achille uccide Polidoro, fratello di Ettore, che accecato dall'ira, scaglia la sua lancia contro il Pelide, che viene però deviata da Atena. Achille allora si scaglia su Ettore, ma Apollo interviene avvolgendolo in una fitta nebbia e sottraendolo alle ire dell'eroe acheo che, rabbiosamente, comincia a far strage degli altri nemici intorno a lui. Memorabili alcune uccisioni: Troo figlio di Alastore, al quale Achille fa uscire con una pugnalata il fegato che cade a terra, senza pietà alcuna per il nemico arresosi spontaneamente; Deucalione colto a un braccio dalla lancia dell'eroe, che gli dà poi il colpo di grazia decapitandolo; e Rigmo, il giovane eroe trace figlio di Piroo, colpito con una lancia al petto.

## Libro ventunesimo
Achille fa grande strage di nemici attorno al fiume Scamandro, gettandone poi i corpi nel fiume. Subiscono questa sorte anche Licaone figlio di Priamo e il forte eroe peone Asteropeo. Indignato per tanta impudenza, il dio del fiume Scamandro lo prega di continuare la sua strage altrove, ma il Pelide non l'ascolta neppure e continua il massacro. Allora il dio del fiume, adirato, gli scaglia contro la vorticosa potenza delle sue acque e Achille, atterrito, fugge via, temendo di morire di una morte vergognosa. Interviene Efesto che con una pioggia di fuoco placa l'impeto delle acque, salvando l'eroe acheo. Gli dei sull'Olimpo smettono di lottare. Intanto Achille, ingannato da Apollo che ha preso le sembianze di Agenore, un guerriero troiano che poco prima l'aveva affrontato, insegue il dio lontano dalle porte Scee, mentre i fuggitivi troiani riescono a rientrare in città.

## Libro ventiduesimo
I Troiani si precipitano all'interno delle mura, eccetto Ettore che rimane davanti alle Porte Scee, bloccato dal suo destino; a nulla valgono i disperati richiami dei genitori. Quando finalmente Apollo si rivela nella sua divinità ad Achille che lo rincorreva, l'eroe greco avvista da lontano Ettore e corre verso di lui. Il troiano, terrorizzato, fugge: tre volte i due fanno il giro delle mura della città; Atena, assumendo le sembianze di Deifobo, fratello di Ettore, convince questi ad affrontare il nemico. Ettore propone ad Achille il giuramento di rendere alla famiglia il corpo di quello dei due che sarà ucciso, ma il Pelide rifiuta rabbiosamente. Il duello inizia, le lance volano senza colpire, ma nel corpo a corpo, Achille trafigge Ettore nel solo punto scoperto, tra il collo e la spalla. Morendo, Ettore presagisce la prossima morte del rivale. Achille, accecato dall'odio, fora i piedi del cadavere e lo trascina, attaccato al carro, nella polvere. Vedendo la scena dalle mura, Priamo ed Ecuba scoppiano in lacrime ed urlano disperati. Le grida raggiungono Andromaca, moglie di Ettore, ancora ignara dell'accaduto: quando si avvede della morte del marito, predice il terribile destino che attende lei ed il figlio Astianatte. La donna sviene e, una volta ripresi i sensi, ordina che siano bruciate le vesti di Ettore: è l'estremo sacrificio di ciò per cui ha speso la sua intera vita.

## Libro ventitreesimo
Si tengono i solenni funerali di Patroclo, con Achille che sgozza dodici giovani prigionieri troiani: il rogo arde per tutta la notte; al mattino Achille indice i giochi funebri. Si tiene per prima la gara dei carri: Eumelo di Fere è in testa, ma Atena fracassa il suo giogo. Vince così Diomede; secondo arriva Antiloco che precede Menelao grazie a una manovra scorretta: al traguardo però i due si riappacificano. Nella gara di lotta si affrontano Ulisse, con la sua astuzia, e Aiace, con la sua forza, e si ha un pareggio. La corsa è vinta da Ulisse che precede Aiace Oileo. Achille invita due guerrieri a combattere per vincere l'armatura di Sarpedonte: ed è Diomede che se ne appropria, sconfiggendo Aiace Telamonio. Seguono la gara di tiro con l'arco, vinta da Merione su Teucro e quella di tiro della lancia, assegnata ad Agamennone senza bisogno di disputare la prova.

## Libro ventiquattresimo
Gli dei, raccolti in un'assemblea, alla fine deliberano che Achille restituisca il corpo di Ettore ai familiari: Teti riferisce l'ordine al figlio, che non può rifiutarsi di compiere il volere degli dei. Iride intanto avverte Priamo di andare a riprendere il corpo del figlio; egli si mette subito in viaggio verso la tenda del Pelide, guidato e protetto dal dio Hermes. Non appena il re incontra Achille, si inginocchia e lo supplica di rendergli le spoglie del figlio. Achille, impietosito da Priamo che gli ricorda suo padre Peleo, acconsente e nottetempo il re tornerà a Troia, dove Andromaca, Ecuba ed Elena compiangono il morto; infine il corpo viene bruciato e sepolto.